# What a Time
What a Time è un singolo della cantante americana Julia Michaels, in collaborazione con il cantante irlandese Niall Horan. Si tratta del secondo singolo estratto dal quarto EP della Michaels, Inner Monologue, Pt. 1, scritto da Julia Michaels, Casey Barth, Riley Knapp e Justin Tranter.
Il brano ha conseguito una nomination nella categoria di miglior collaborazione ai Teen Choice Awards 2019.

## Promozione
Il 18 febbraio 2019 i due cantanti si sono esibiti durante il Late Late Show di James Corden, portando il singolo dal vivo per la prima volta.

## Video musicale
Il video musicale è uscito il 29 marzo 2019. Julia è la protagonista del videoclip, nel quale ricorda tristemente una relazione passata all'interno di un appartamento disordinato. Il video è stato diretto da Boni Mata e prodotto da Enzo Marc.
Il giorno prima, 28 marzo 2019, è stato pubblicato anche un video in cui Horan e la Michaels cantano il loro singolo in versione acustica.